# Little Darlings
Little Darlings, in Nederland uitgebracht onder de titel Laat je niet (Mis)verleiden, is een film uit 1980 onder regie van Ronald F. Maxwell. Hoofdrolspeelster Kristy McNichol werd voor haar rol genomineerd voor een Young Artist Award.

## Verhaal
De film gaat over een groep tienermeiden die op zomerkamp gaan en een weddenschap afsluiten over wie het eerst ontmaagd zal worden. Ze zetten er geld op in en delen de deelneemsters in twee groepen in. Het zijn vooral Angel en Ferris die tegen elkaar strijden. Ze zijn elkaars tegenpolen. Terwijl Angel een cynisch en wantrouwend arm meisje is, is Ferris hopeloos romantisch.
Ferris zet haar zinnen op Gary, de consultant van het zomerkamp. Ze begint erover te liegen seks met hem te hebben gehad, wat nare gevolgen heeft voor Gary. Gary is namelijk een volwassen man, terwijl Ferris pas 15 jaar oud is. Op dat moment leert Ferris dat de liefde bedrijven niet altijd zo mooi is. Ze wordt meer realistisch en verandert in dezelfde persoon als Angel.
Angel doet ook mee aan de wedstrijd en heeft van haar moeder geleerd dat seks niets speciaals is. Als ze met Randy in het boothuis vrijt, ontdekt ze gevoelens te hebben waarvan ze niet wist dat ze die kon hebben. Ze neemt de houding aan dat hij haar probeert te dwingen om seks met hem te hebben, waarna hij haar boos verlaat.
Angel begint de kanten van romantiek in te zien en verandert steeds meer in hoe Ferris aan het begin was. Ze legt het bij met Randy. Uiteindelijk leert Ferris dat bij liefde ook seks komt kijken en leert Angel dat bij seks ook liefde komt kijken.

## Rolverdeling
| Acteur           | Personage   |
| ---------------- | ----------- |
| Tatum O'Neal     | Ferris      |
| Kristy McNichol  | Angel       |
| Armand Assante   | Gary        |
| Matt Dillon      | Randy       |
| Margaret Blye    | Ms. Bright  |
| Nicolas Coster   | Mr. Whitney |
| Krista Errickson | Cinder      |
| Alexa Kenin      | Dana        |
| Abby Bluestone   | Chubby      |
| Cynthia Nixon    | Sunshine    |
| Jenn Thompson    | Penelope    |

## Trivia
- Hoewel O'Neal en McNichol in dezelfde periode gecast werd, mocht O'Neal kiezen welke rol ze wilde spelen. Ze koos voor de rol van Ferris.
- Om zich voor te bereiden op de rol, begon McNichol met roken.
- O'Neal vergat regelmatig haar tekst tijdens de opnamen.